# Aleksej Smirnov
Aleksej Grigorjevitsj Smirnov (Russisch: Алексей Григорьевич Смирнов) (Toljatti, 9 oktober 1977) is een Russische tafeltennisspeler. Hij reikte tot de elfde plaats op de wereldranglijst van de International Table Tennis Federation in juni 2003. Samen met Dmitri Mazoenov bereikte hij in Courmayeur 2003 de finale van het mannendubbel op de Europese kampioenschappen, maar verloor daarin van Jevgeni Stjetenin en Chen Weixing.
Smirnov bereikte in juli 2003 zijn hoogste positie op de ITTF-wereldranglijst, toen hij elfde stond.

## Sportieve loopbaan
Bij de senioren brak Smirnov op zijn 25e door. Hij won in 2005 in Rennes de Europa Top-12 door in de finale Vladimir Samsonov te verslaan. In 2004, 2007 en 2008 werd hij derde. Smirnov kwam in 2003 in Qatar voor het eerst in de finale van een ITTF Pro Tour-evenement. Daarin verloor hij van dezelfde Samsonov (4-0).
Smirnov speelde tot en met 2008 competitie voor het Europese topteam La Villette Charleroi, waarna hij terug naar Rusland ging om daar voor Orenburg, uit de gelijknamige plaats, te spelen. Eerder kwam hij uit voor onder meer het Duitse TTF Liebherr Ochsenhausen in de Bundesliga. Smirnov won op 32-jarige leeftijd samen met zijn dan 19-jarige landgenoot Alexander Shibaev het dubbelspel van het Slovenië Open 2010.
Smirnov domineerde in de jeugd zijn jaargangen. Hij won het Europees Kampioenschap voor junioren in 1995 in Den Haag. Een jaar eerder won hij de Europese juniorentitel bij de dubbels, in Parijs.